# Carbone (Basilikata)
Carbone ist eine süditalienische Gemeinde (comune) in der Provinz Potenza in der Basilikata und zählt 500 Einwohner (Stand am 31. Dezember 2023). Die Gemeinde liegt etwa 60 Kilometer südsüdöstlich von Potenza im Nationalpark Pollino und gehört zur Comunità Montana Alto Sinni.